# .aw
.aw е интернет домейн от първо ниво за Аруба. Администрира се от SETAR. Представен е през 1996 г.
Регистрациите са разрешени директно на второ ниво, но има също и субдомейни като .com.aw за комерсиални сайтове.